# جيانيس ميستاكيديس
جيانيس ميستاكيديس (باليونانية: Γιάννης Μυστακίδης)‏ (7 ديسمبر 1994 بسلانيك في اليونان - ) هو لاعب كرة قدم يوناني في مركز مهاجم ‏. شارك مع منتخب اليونان تحت 19 سنة لكرة القدم ومنتخب اليونان تحت 21 سنة لكرة القدم. أما مع النوادي، فقد لعب مع نادي باوك وSC Freiburg II ‏ وS.F.K. Pierikos (football) ‏.

## وصلات خارجية
- جيانيس ميستاكيديس على موقع الاتحاد الأوربي (الإنجليزية)
- جيانيس ميستاكيديس على موقع قاعدة بيانات كرة القدم.إي يو (الإنجليزية)
- جيانيس ميستاكيديس على موقع ليكيب (الفرنسية)
- جيانيس ميستاكيديس على موقع Soccerbase.com (لاعب) (الإنجليزية)
- جيانيس ميستاكيديس على موقع Soccerway.com (الإنجليزية)
- جيانيس ميستاكيديس على موقع عالم كرة القدم.نت (الإنجليزية)
- جيانيس ميستاكيديس على موقع AS.com (الإسبانية)